# Председнички љубимци председника Сједињених Држава
Председници Сједињених Америчких Држава често држе кућне љубимце док су били на функцији или су кућни љубимци део њихове породице. Доналд Трамп и Џејмс Н. Полк су једини председници који нису имали председничког љубимца док су били на функцији. 

## Историја кућних љубимца Беле Куће
Први пас Беле куће који је редовно извештавао у новинама био је пас Ворена Хардинга Лејди Бој . 
Љубимци су такође били присутни на председничким изборима. Херберт Хувер је добио "белгијског полицијског пса" ( белгијски овчар ), Кинг Тјут, током кампање и његове слике са новим псом су послате широм Сједињених Држава.
1944.Френклин Д. Рузвелт је трчао за свој четврти мандат када гласине да је његов Шкотски теријер , Фала , је случајно остао иза када посете Алеутианских острва . Након што је наводно послао бродове да спасе свог пса, Рузвелт је исмејан и оптужен да је потрошио хиљаде долара пореских обвезника да би преузео свог пса. У говору који је следио овај Рузвелт је рекао, "можете да критикујете мене, моју супругу и моју породицу, али не можете да критикујете мог малог пса. Он је виски и сви ови наводи о трошењу свег овог новца управо су разбеснели његову малу душу."  Оно што је касније названо „говор Фале“ наводно је помогло да се обезбеди поновни избор за Рузвелта.

## Списак председничких љубимаца
| председник              | Кућни љубимци) |
| ----------------------- | --- |
| Џорџ Вашингтон          | Вашингтон и његов пас СвитлипсВашингтон јаше свог коња по имену Блускин - Свитлипс, Скинтвел и Вулкан (између осталих) - амерички лисичари - Пијанац, кушач, типлер и типсија - црно- жутосмеђи пси - Краљевски поклон - андалузијски магарац , поклон шпанског краља Карла ИИИ - Нелсон (1763–1790) и Блуескин - Коњи ; Вашингтоново ратно уздизање - Снајп - Папагај Речено је да је у власништву прве даме Марте Вашингтон . - Корнвалис, именован за генерала Корнвалис - хрт - Самсон, Стиди, Леонидас, Травелер, Магнолиа - Пастуви |
| Џон Адамс               | - Јунона, Марк и Сатана - Пси - Клеопатра и Цезар - Коњи |
| Томас Џеферсон          | - Дик - птица ругалица ; Дик је био омиљени међу најмање четири ругалице које је председник имао док је био на функцији - Бергере и Гризли - пастирски пси из Француске, можда Бриардс - Два младунца медведа гризли , мушки и женски пар, надарени од капетана Зебулон Пике ; сматрајући их „превише опасним и узнемирујућим да бих их могао задржати“, Џеферсон их је дао Чарлсу Вилсону Пилу за његов музеј у Филаделфији - Карактак - коњ , назван по Каратаку , британском поглавару из 1. века; потомак Јефферсонове кобиле Аллицрокер и Арапина Годолпхин по имену Иоунг Феарноугхт |
| Џејмс Медисон           | - Поли - папагај , наџивела и Џејмса и Доли Мадисон |
| Џејмс Монро             | - Шпанијел - Припада најмлађој ћерки Марији Монро - Себастијан - сибирски хаски |
| Џон Квинси Адамс        | - Свилене бубе - Прва дама Луиса Адамс је испредела своју свилу. - Алигатор Рекао је да је припадао Маркиза де Лафајет и смештен на два месеца у Источној соби , прича је широко дистрибуиран, недостатак доказа из савремених рачуна или службених евиденција сугерише апокрифни мит. |
| Ендру Џексон            | - Поли (или „Анкета“) - сиви папагај , научила је да псује (касније је присуствовала Џексоновој сахрани, али је морала бити уклоњена због гласне и упорне клетве) - Борбени пијетлови - Боливија, Емили, Лејди Нешвил, Сем Патч и Труктон - коњи Сем Патч је добио име по чувеном дрзнику познатом као „ Ианки Липер “ |
| Мартин ван Бјурен       | - Укратко је поседовао два младунца тигрова која су му дали Саид бин Султан, султан Муската и Омана пре него што га је Конгрес приморао да поклони тигрове зоолошком врту |
| Вилијам Хенри Харисон   | - Сукеи - Дурхам крава - Јарац |
| Џон Тајлер              | - Ли Бо - италијански хрт - Џони Ти - канаринац - генерал - коњ |
| Џејмс Нокс Полк         | - Ниједан |
| Закари Тејлор           | - Олд Вајти - коњ Тејлорова ратна брда - Аполон - пони; раније "трик пони" из циркуса, поклон Тејлоровој ћерки Бети и боравио је у стајама Беле куће са Олд Вајтијем |
| Милард Филмор           | - Масон и Дикон - понији |
| Френклин Пирс           | - Најмање две минијатурни "Теацуп" Јапанесе Цхин догс , део поклон размени са Јапана након Перри Експедиције - Две птице из Јапана, које су управо отвориле своја трговачка места у Сједињеним Државама. |
| Џејмс Бјукенан          | - Лара - Њуфаундленд - Панч - Тои Терриер - Орао |
| Абрахам Линколн         | ФидоСтари Боб је капоризовао у жалосном покривачу на сахрани Абрахама Линколна - Дадиља и Нанко - козе - Џек - Турска, замишљена као божићна вечера, али Тад Линkолн је интервенисао - Фидо - пас , „атентат“ на пијанца ножем, неколико месеци након атентата на Линколна; „Фидо“ је постало генеричко име за пса због Линколн-овог познатог пса - Џип - Пас - Теби и Дики - мачке . Линkолн је једном приметио да је Дикi „паметнија од целог мог кабинета“. - Коњ - Зец - Стари Боб - Коњ |
| Ендру Џонсон            | - Исхрањени бели мишеви које је пронашао у својој спаваћој соби |
| Јулисиз С. Грант        | - Месарски дечак, Цинцинати , Египат, Јефф Давис (његова ратна планина), Јенние, Јулиа, Мари и Ст. Лоуис - Коњи . Грант је купио Бутчер'с Бој-а од месара након импровизоване трке на улицама ДЦ-а где је изгубио од овог коња који је вукао месарска кола. Синсинати је био пунокрван чувени тркачки педигре. - Билли Буттон анд Реб - Понији - Верни - Њуфаундленд - Роузи - Пас |
| Радерфорд Б. Хејз       | - Тачка - кокер шпанијел - Хектор - Невфоундланд - Дјук - енглески мастиф - Грим - хрт - Отис - Минијатурни шнауцер - Јунона и Шип - Лов пси - Јет - пас - Пиццоломини - мачка (вероватно назван по италијанском генералу ) - Сијам - прва сијамска мачка у Сједињеним Државама - Мис Паси - сијамска мачка - Олд Вајти - коњ |
| Џејмс А. Гарфилд        | - Комплет - коњ - Вето - Пас |
| Честер А. Артур         | - Зец - Три коња |
| Гровер Кливленд         | - Хецтор - јапанска пудлица - Птице ругалице - Три јазавчара |
| Бенџамин Харисон        | Цртица испред његове кућице за псеВискери који вуку колица на Белу кућу, са Раселом Харисоном и његовом децом - Вискери („Његови вискери“ или „Стари вискери“) - јарац , чуван у Белој кући за председникове унуке; можда припадао Рузелу Харисони - Цртица - коли - Господин Узајамност и Господин Заштита - опосуми , названи са републиканске партијске платформе 1896. године, што укључује: „Заштита и узајамност су двоструке мере републиканске политике и иду руку под руку“. - Два алигатора - Према једном извештају, Русселл Харрисон држао је два алигатора у конзерваторијуму Беле куће |
| Вилијам Макинли         | - Вашингтон Пост - мексичка папагај са жутом главом ; могао да звижди „ Ианке Дудл “ - Валериано Веилер и Енрикуе ДеЛоме - мачићи из Ангоре ; назван по шпанском генералу Валериану Веилеру и шпанском амбасадору Енрикуе Дупуи де Ломе - Петли |
| Теодор Рузвелт          | - Адмирал Девеи, бискуп Доане, др Јохнсон, отац О’Гради, борба против Боба Еванса - заморчићи ; имењаци : Џорџ Деиавеј , Виллиам Цросвелл Доане , (вероватно Јохн О’Гради (свештеник) ) и Роблеи Д. Еванс - Алгонкин - „Цалицо пони“ ( Шетланд ), фаворизован је Рузвелтов син Арцхие - Барон Спрецкле - Хен , вероватно назван по шећерном барону Цлаусу Спрецкелсу - Билл тхе Лизард - гуштер, донесен из Калифорније и описан као „рогата жаба“ ( уп. Рогата крастача ); вероватно назван по Биллу гуштеру Левиса Царролл -а . - Блекџек - Манчестер теријер - Ели Иале - зумбул ара Назван по британском трговцу (такође имењаку са колеџа) - Емили Спинацх - подвезица змија , тако је назвала Роосевелтову ћерку Алице јер је „била зелена попут спанаћа и танка попут моје тетке Емили“ - Феделити - пони - Гем и Сусан - пси - Јацк и Петер - Теријери - Јонатхан Едвардс - мали црни медвед из Западне Вирџиније назван по верском вођи , предаку госпође Роосевелт; на крају послат у зоолошки врт Бронкса - Џонатан - Пајбалд пацов - Јосиах (или "Јосх") - Јазавац Током железничке турнеје по Западу, председник је стекао двомесечног Јосиах-а на станици у Схарон Спрингс-у, Кансас - Манцху - Пекингесе - Мауде - Свиња - Петер Раббит - Зец ; добио је сахрану „исправног стања“ Уп. Петер Раббит . - Пит - Бул теријер , прогнан на Лонг Ајленд „након што се надувао на превише ногу“ - Ролло - Саинт Бернард - Прескочи - мешанац - Саилор Бои - Ретривер из залива Цхесапеаке - Том Кварц и папуче - Мачке , Том Кварц је добио име по мачки у причи о Марку Твену . - Билл - хијена која се смеје , поклон цара Етиопије Менелика ИИ - Барска сова - Жестоки - једноноги петао |
| Вилијам Хауард Тафт     | - Царусо - пас, поклон за Тафтову ћерку Хелену од оперског певача Енрица Царусоа ; након представе у Белој кући, одлучио је да краве нису одговарајући кућни љубимци за девојчицу - Мооли Вооли и Паулине Ваине - краве . Паулина (или „госпођица Вејн“) била је Холштајн приличне славе; два дана је „нестала“. |
| Вудро Вилсон            | - Давие - Аиредале Терриер - Олд Ике - Рам - Пуффинс - мачка - Бруце - Бул Теријер - птице песме - Овце, бројем 48 на врхунцу, јато је одржавало травњак Беле куће уређеним „на најекономичнији начин“; вуна која се продаје у корист Црвеног крста |
| Ворен Хардинг           | Лејди БојХардинг и његова веверица Пит - Лејди Бој (26. јула 1920 - 23. јануара 1929) - ердел теријер - Стари дечак - булдог - Петеи - канаринац - Пит - Веверица |
| Калвин Кулиџ            | Роб РојГрејс Кулиџ и Ребека - Роб Рој (1922–1928) и Пруденце Прим - бели шкотски овчари - Петер Пан - Вирехаир Фок Терриер , први пас Кулидгесове Беле куће; - Паул При - Аиредале Терриер , полубрат Ладди Бои-а Варрена Хардинга - Цаламити Јане - Схетланд Схеепдог - Сићушни Тим и Купина - Чау Чау - Руби Роуцх - коли - Бостон Беанс - бостонски булдог - Кинг Цоле - белгијски овчар (Гроенендаел) - Пало Алто („Пало“) - црно-бели енглески сетер , птичји пас којег је Цоолидге убрзо дао пуковнику Старлингу, шефу тајне службе у Белој кући - Бессие - коли - Ребека - ракун , Ребека је била намењена гозби захвалности; Уместо ње, прва дама Граце саградила је дрвеће - Рубен - мушки ракун стечен као пратилац Ребеке; убрзо побегао и није се опоравио - Ебенеезер - магарац - Нип и Туцк - канаринци , обоје маслинасто зелене боје; прве Цоолидгесове птице - Петер Пипер и Пахуљица - Још два канаринца; Пахуљица је била бела - Голди - "жута птица" - До-Фунни - обучена птичица ( трупиал ) из Јужне Америке; кажу да је омиљена птица госпође Цоолидге - Еноцх - гуска - Смоки - бобкет - Блацки и Тигер (или "Тиге") - мачке - Биро за смањење пореза и буџет - младунци лавова из Јоханезбурга, Јужна Африка - Билли - пигмејски нилски коњ , пуно име: Виллиам Јохнсон Хиппопотамус - Валлаби - Одмах дата зоолошком врту - Дуикер (веома мали тип антилопа) - такође шаљу зоопарке - Бруно - црни медвед из Чиваве у Мексику ; Госпођа Цоолидге га је одмах послала у зоолошки врт - Пекин патке - тринаест пачића примљено је на поклон за Ускрс; Госпођа Цоолидге је покушала да их одгаја у купатилу Беле куће, али их је на крају послала у зоолошки врт              |
| Херберт Хувер           | - Билли Опосум - Дивља опосум да окупирали Ребеку упражњено три-хаус и био је "усвојила" од стране Хуверови; привремено попуњена за маскоту нестале локалне средње школе. - Царусо - ролер канаринац - Кинг Тјут - белгијски овчар ( сорта малиноис ) - Пат - немачки овчар - Биг Бен и Сонние - Фок Теријери - Глен - шкотски шкотски овчар - Иуконан - канадски ескимски пас - Патрицк - Ирски вучјак - Еаглехурст Гиллетте - Сеттер - Веегие - Норвешки Елкхоунд |
| Френклин Делано Рузвелт | - Фала (7. април 1940 - 5. април 1952) - шкотски теријер - Мајор - немачки овчар Некада полицијски пас из њујоршке државне полиције - Меггие - шкотски теријер - Намигује - Ллевеллин Сеттер - Мајушни - староенглески овчар - Председник - немачка дога - Блазе - Буллмастифф |
| Хари Труман             | - Феллер - Кокер шпанијел , јер су Труманови „више волели да буду породица без кућних љубимаца“, јер је као штенад добио Трумановог личног лекара - Мајк - Ирски сетер |
| Двајт Д. Ајзенхауер     | - Геби - папагај - Хејди - пас,Веимаранер |
| Џон Кенеди              | Кенеди и пони МакарониПородица Кенеди и пси:Клипер (стоји), Чарли (са Каролином), Волф (лежећи), Шенон (са Џоном мл.), два штенета Пушинке - Гаули - пудлица - Чарли - велшки теријер - Том Китен - мачка - Робин - канаринац - Блубел и Марибел - папуче - Патке - ЈФК-ова ћерка, петогодишња Царолине узгајала је пачиће у Белој кући. Стални сукоби са својим теријером Цхарлиејем подстакли су их да их пошаљу у парк Рок Крик . - Макарони - пони - Тек - баи јукатански пони - Лепречаун - пони Цоннемара , поклон председника Ирске, Еамон де Валера - Мо - Доберман-пинч - Били и Деби - хрчци - Пушинка - пас (поклон премијера Совјетског Савеза Никите Хрушчова , штене совјетског свемирског пса Стрелке) - Шенон - Кокер Шпанијел - Вук - Пас, мешавина ирског вучјака и шнауцера - Клипер - немачки овчар - Лептир, бели врхови, Блацкие и Стреакер - потомци Пушинке и Чарлија - Зса Зса - зец - Сардар - коњ |
| Линдон Џонсон           | - Хим и Хер - беаглови - Едгар - беагле - Бланко - бели шкотски овчар - Пеге - беагле - Иуки - пас мешанац познат по „певању дуета“ (завијање) са председником за госте Беле куће - хрчци - љубавне птице |
| Ричард Никсон           | - Вики - пудлица - Паша - теријер - Кинг Тимахо - ирски сетер - Цхецкерс (1952–9. септембар 1964) - кокер шпанијел |
| Џералд Форд             | Сузан Форд,ћерка Џералда Форда, и породична сијамска мачка Шен,1974Либерти - Либерти (8. фебруара 1974 - 1984) - Златни ретривер - Луцки - дог - Мисти - штене Либертија, рођено у Белој кући - Шен - сијамска мачка |
| Џими Картер             | Ејми Картер са својом мачком Мисти Маларји Инг ИангЕјми Картер са Гризом - Гриз - Бордер Коли (мешанац); Учитељ га је дао ћерки Ејми, али се брзо вратио након што је налетео на неколико посетилаца Беле куће - Луиз Браун - авганистански гонич - Мисти Маларки Инг Ианг, кућни љубимац кћери Ејми Картер - сијамска мачка |
| Роналд Реган            | РексРоналд Реган са својим коњем Ел Аламеином - Лаки (4. октобар 1983. - 5. јануар 1995) - Боувиер дес Фландрес - Рек (16. децембра 1984. - 31. августа 1998) - кавалирски шпанијел краља Чарлса . - Победа - Златни ретривер - Пегги - ирски сетер - Таца - сибирски хаски - Нејасно - белгијски овчар - Коњи (Ел Аламеин, Ненси Д, Баби, Литл Мен и други) у Ранчо дел Циело - Клео и Сара - корњачевине мачке у Ранцхо дел Циело |
| Џорџ Х. В. Буш          | Џорџ Х.В Буш са Милијем и РенџеромМили - Мили (12. јануара 1985 - 19. маја 1997) - Спрингер шпанијел . - Ренџер (17. марта 1989. - 10. априла 1993.) - једно од Милијевих штенаца |
| Бил Клинтон             | БадиСокс - Сокс (15. марта 1989. - 20. фебруара 2009.) - мачка Клинтонових . - Бади (7. августа 1997. - 2. јануара 2002.) - Билов чоколадни лабрадор ретривер |
| Џорџ В. Буш             | Спот ФетчерИндија - Спот "Спотти" Фетчер (17. марта 1989. - 21. фебруара 2004.) - женка енглеског Спрингер шпанијела названог по Скот Флетчер ; Штене Миллие ; Еутаназиран након што је претрпео низ можданих удара. - Барни (30. септембра 2000. - 1. фебруара 2013.) - шкотски теријер . - Госпођица Бозли (28. октобра 2004. - 17. маја 2014.) - шкотски теријер ; Надимак „Бозли Возли“; Џорџов рођендански поклон за жену 2005. године - Индија "Вили" - мачка (13. јула 1990 - 4. јануара 2009) - Офелиа - Лонгхорн крава (живи на ранчу Бушијеве преријске капеле ) |
| Барак Обама             | - Бу (рођен 9. октобра 2008.) - португалски водени пас . - Сани (рођен 11. јуна 2012.) - португалски водени пас. |
| Доналд Трамп            | - Ниједан |
| Џо Бајден               | ЧампМејџор - Мејџор(рођен 2017/18.)- немачки овчар - Чамп (рођен 2007/08.) - немачки овчар |